# Suzuki Kunitomo
Kunitomo Suzuki (sinh ngày 13 tháng 7 năm 1995) là một cầu thủ bóng đá người Nhật Bản.

## Sự nghiệp câu lạc bộ
Kunitomo Suzuki đã từng chơi cho Shonan Bellmare.